# Itsakar
Itsakar (en arménien Իծաքար) est une communauté rurale du marz de Tavush, en Arménie. Elle compte 306 habitants en 2008.